# Japanische Lehrergewerkschaft
Die japanische Lehrergewerkschaft (japanisch 日本教職員組合 Nihon kyōshokuin kumiai, englisch JTU), abgekürzt Nikkyōso (日教組), ist die älteste Lehrer- und Erziehergewerkschaft Japans. 

## Geschichte
Sie wurde 1947 gegründet, spaltete sich aber in den 1980er Jahren. Sie ist bekannt für ihre kritische Haltung gegenüber der regierenden konservativen Liberaldemokratischen Partei (LDP) in Fragen, der Kimigayo (der Nationalhymne), der japanischen Flagge und den revisionistischen Änderungen von Geschichtsbüchern, während der nahezu ununterbrochenen Einparteienherrschaft der LDP seit 1955. Heute ist die Nikkyōso dem Gewerkschaftsbund Rengō angeschlossen. Im Dezember 2009 hatte sie 290.857 Mitglieder.